# 振媛
振媛（布利比卖命，?—?），乃是日本皇族彥主人王的夫人，生下繼体天皇。活目天皇（垂仁天皇）七世孫女，她的父亲是父亲乎波智君。
垂仁天皇生磐撞别命，磐撞别命生石城别王，石城别王生伊波己里和气，伊波己里和气生麻和加介，麻和加介生阿加波智君，阿加波智君生乎波智君。譽田天皇（应神天皇）五世孫彥主人王听说振媛容顏姝妙很有美色，从近江國高嶋郡三尾的別業，遣使到三國坂名井聘娶，納以為妃，于是生下繼体天皇。繼体天皇幼年，父王去世。振媛歎道：“妾今遠離桑梓，安得膝養？余歸寧高向，奉養天皇。”武烈天皇死后没有后裔，繼体天皇即位为第26代天皇，立振媛為皇太夫人。